# Nótt

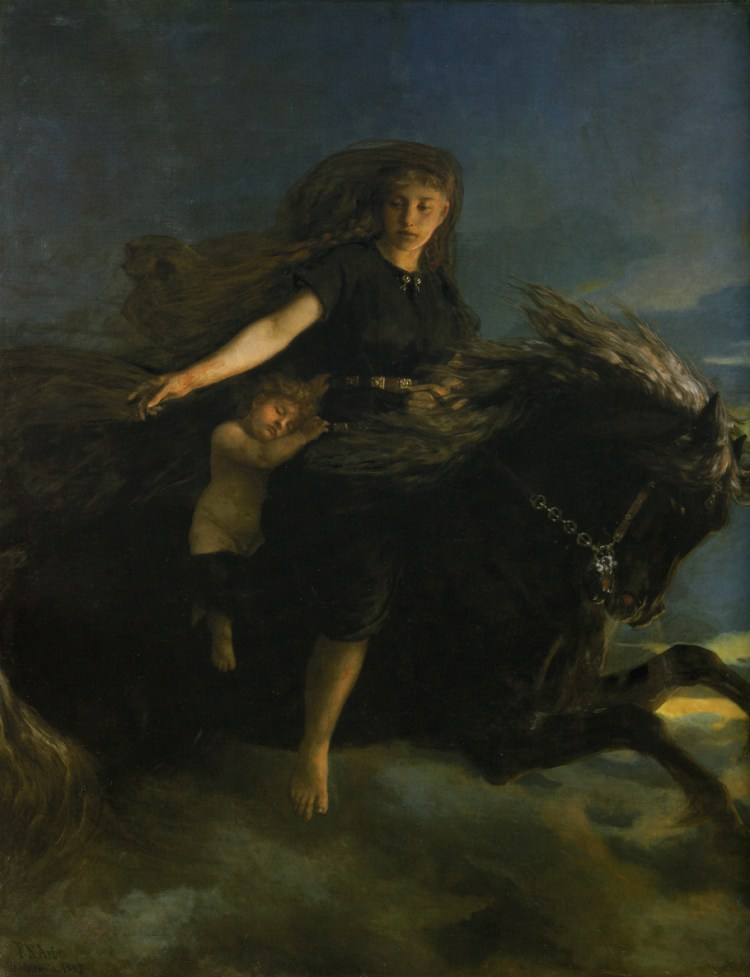
„Nótt călărind Hrímfaxi” de Peter Nicolai Arbo.

Nótt (însemnând Noapte în limba nordică veche) este o personificare a nopții în mitologia nordică. Originile și natura ei sunt descrise în Edda prozaică de către Snorri Sturluson.